# Маяк Хортон-Пойнт
Маяк Хортон-Пойнт (англ. Horton Point Light) — маяк, расположенный на мысе Хортон-Пойнт на востоке острова Лонг-Айленд, округ Саффолк, штат Нью-Йорк, США. Построен в 1820 году. Деактивирован в 1933 году. Автоматизирован и возвращён в эксплуатацию в 1990 году.

## История
Судоходство вдоль острова Лонг-Айленд всегда было достаточно интенсивным, а высокий мыс Хортон-Пойнт в качестве идеального места для маяка отмечал ещё Джордж Вашингтон. Однако Конгресс США выделил 4 000$ на строительство маяка в этом месте только в 1854 году, но этой суммы было недостаточно, и в 1856 году было выделено дополнительно 3 500$. 12 октября 1857 года строительство было завершено, стоимость строительства составила 12 412$. Маяк представлял собой квадратную башню высотой 17 метров к которой сзади примыкал двухэтажный дом смотрителя. Оба строения были выполнены из гранита и кирпича. На маяк была установлена линза Френеля. В 1870 году дом смотрителя был расширен для размещения помощника смотрителя. В 1933 году рядом с маяком был установлен автоматический маяк на скелетной башне. Маяк был в плохом состоянии, однако в 1990 году усилиями волонтёров маяк был отреставрирован. Береговая охрана США убрала скелетную башню и вернула маяк в эксплуатацию 9 июня того же года. В доме смотрителя в настоящее время находится музей.
В 1994 году он был включен в Национальный реестр исторических мест.